# MP2
MP2 (MPEG-1 Audio Layer II či  MPEG-2 Audio Layer II, někdy chybně označovaný jako Musicam) je formát ztrátové komprese zvukových souborů. Je založen na kompresním algoritmu skupiny MPEG (Motion Picture Experts Group). Byl vydán v roce 1993 jako součást standardu ISO/IEC 11172-3 spolu s formáty MP1 a MP3.
Formát MP2 se používá při digitálním rozhlasovém a televizním vysílání (standardy DAB, DMB a DVB), při formátech High Definition Video, na discích Video CD a Super Video CD a jako jeden z možných formátů na DVD.